# Торговое финансирование
Торго́вое финанси́рование — в русском языке собирательный термин, обозначающий финансовые инструменты, позволяющие предоставить покупателю отсрочку платежа на приобретаемый товар.
В международной практике термин «торговое финансирование» (англ. Trade finance) связано с международной торговлей. Trade finance может переводиться на русский язык как «международные расчёты (расчёты по международным торговым операциям)».
В российской практике инструменты торгового финансирования подразделяются по четырем направлениям использования:
1. Финансирование торговых операций внутри страны: форфейтинг (англ. forfaiting от фр. à forfait — целиком, общей суммой), векселя (от нем. Wechsel), гарантии и аккредитивы банковских учреждений.
2. Финансирование импортных поставок: кредит под гарантию банка покупателя, кредит от иностранного банка под страховое покрытие экспортно-кредитного агентства, кредит от поставщика под страховое покрытие экспортно-кредитного агентства, кредит от иностранного банка покупателю.
3. Финансирование экспортных поставок: форфейтинг, международный факторинг, кредит от банка под страховое покрытие ЭКСАР (Российское агентство по страхованию экспортных кредитов и инвестиций), кредит от Росэксимбанка, предэкспортное финансирование под контракт поставки.
4. Расчеты по международным торговым операциям (международные расчёты): покрытый и непокрытый банковский аккредитив. Здесь банковский аккредитив применяется для уменьшения коммерческих рисков поставки (непоставка товара, невозврат оплаты и другое)

## Международные инструменты торгового финансирования
В настоящее время деятельность практически любого предприятия связана с иностранными поставщиками и покупателями: от приобретения комплектующих, материалов, сырья, оборудования до продажи готовой продукции и товаров на зарубежные рынки.
Даже если предприятие не является участником внешнеэкономической деятельности и приобретает товар или оборудование у отечественного поставщика, то, в случае если эти товары и оборудование иностранного происхождения (полностью или частично), оно может воспользоваться иностранными инструментами торгового финансирования и получить кредит на срок реализации товара или амортизации оборудования на условиях  международного рынка.
Также с помощью инструментов торгового финансирования можно предоставить иностранному покупателю отсрочку платежа на длительный срок и одновременно получить выручку сразу после отгрузки товара.
Торговое финансирование, широко используемое в странах с развитой экономикой, сейчас доступно и для отечественных предприятий. В данной статье будут рассмотрены наиболее распространенные и доступные для отечественных предприятий инструменты торгового финансирования.

### Закупки
Наиболее распространенным инструментом финансирования закупок является финансирование импортных поставок — как на закупку сырья, материалов, комплектующих, товаров, так и на приобретение оборудования и услуг инвестиционного значения, например, строительных работ. Сроки финансирования на материалы и товары, используемые для производственного цикла или перепродажи, составят до 12 месяцев, на оборудование — до 5 лет, на строительные работы — от 5 до 20 лет.
В зависимости от срока желаемого товарного кредита и быстроты оформления используются четыре основные схемы импортного финансирования: 1) под гарантию банка покупателя (российского банка) и страховое покрытие ЭКА; 2) под покрытие ЭКА; 3) под гарантию российского банка (банка покупателя); 4) от зарубежного банка.

### Продажи
Предоставление покупателю отсрочки платежа, равной сроку реализации товара или амортизации оборудования, значительно повышает привлекательность поставщика (и, соответственно, его продукции). Отечественное предприятие может привлечь финансирование на отсрочку платежа на международных условиях: срок — до 7 лет, стоимость — от 3,5 % годовых в евро.
Для отечественных предприятий доступны четыре основных источника экспортного финансирования: через государственные РосэксимбанкРосэксимбанк и Российское агентство по страхованию экспортных кредитов и инвестиций, а также Форфейтинг и Факторинг — инструменты международных финансовых учреждений.

## Аккредитивы
Набор инструментов финансирования импортных контрактов, предлагаемых банками, сегодня довольно широк, и их использование часто является более выгодным, чем привычные кредиты. Так, использование аккредитива с постфинансированием позволит снизить и стоимость привлекаемых ресурсов, и коммерческие риски.
Документарный аккредитив представляет собой независимое обязательство банка произвести платеж на основании заранее оговоренного списка документов и является наиболее защищенной формой расчетов, широко применяемой в международной практике. В последнее время, кроме традиционной функции инструмента снижения коммерческих рисков, документарный аккредитив все чаще выступает как инструмент привлечения финансирования.
Работает это следующим образом: иностранный банк осуществляет платеж поставщику-экспортеру после представления экспортером заранее оговоренного набора документов и одновременно предоставляет отсрочку платежа для банка импортера, который предоставляет аналогичную отсрочку своему клиенту (покупателю).
Благодаря тому, что стоимость ресурсов на иностранных рынках остается ниже, чем на внутрироссийском, итоговая стоимость финансирования для клиента-импортера, даже с учетом маржи российского банка, будет ниже стоимости стандартного кредита.
Таким образом, покупатель-импортер фактически получает продукт «два в одном» — снижение коммерческих рисков и финансирование по интересным ставкам. Естественно, что стоимость привлечения от иностранных финансовых институтов тем ниже, чем выше рейтинг российского банка, выпустившего аккредитив.
В каких случаях можно использовать аккредитив с финансированием? В случае наличия любого импорта география закупок ничем не ограничена. Особенностью инструмента является его гибкость: срок финансирования может варьироваться от 60 дней до 7 лет в зависимости от потребностей клиента, оборачиваемости товара (окупаемости оборудования) и сроков кредитных линий, установленных иностранными банками на российский банк импортера. Стандартно закупки сырья и потребительских товаров не требуют финансирования более чем на один год. Оборудование требует более длинных сроков окупаемости, поэтому в таких случаях срок финансирования обычно превышает 3 года. График погашения также «настраивается» под нужды клиента.
Что касается валюты финансирования, то наиболее распространенным на российском рынке остается вариант финансирования в валюте контракта. Однако, например, Сбербанк имеет возможность предоставления в рамках данного инструмента финансирования в рублях.
Банков, предлагающих данный продукт, на российском рынке достаточно много, но только крупные банки способны быстро и с наименьшими затратами реализовать сделку за счет существующих лимитов финансирования в иностранных банках.

## Финансирование импорта под покрытие ЭКА
Финансирование импорта товара под покрытие зарубежного экспортного кредитного агентства возможно без помощи банка страны импортера. Вникнув в довольно простую суть схемы, компания может приобрести практически любой зарубежный товар под 4-6 % годовых сроком до 7 лет и не предоставляя залога.
Выступая страховщиком в сделке, ЭКА покрывает два типа рисков: политические и коммерческие. Политические зависят исключительно от страны заемщика, коммерческие — от кредитного качества заемщика. Одно дело — предоставить покрытие по сделке покупателю, которым является крупная компания, имеющая международный рейтинг, и другое дело — небольшому производителю, работающему на локальном рынке одного региона.
Однако даже представители малого и среднего бизнеса имеют возможность получить прямое финансирование из зарубежных банков на международных условиях.
Хорошие шансы получить заявленное страховое покрытие в ЭКА имеют компании с прозрачной финансовой отчетностью, длительной историей зарубежных покупок и положительной статистикой оплат.
На практике большая часть отечественных предприятий имеют отчетность, не соответствующую реальному положению дел, часто бизнес разбит на несколько отдельных фирм, и импортный контракт заключается на третью компанию. Чтобы получить финансирование в зарубежных банках под покрытие ЭКА, нужно сначала хотя бы «на бумаге» привести в порядок отчетность: консолидировать финансовую отчетность, сделать перевод отчетности в международные стандарты (МСФО) с учетом данных управленческой отчетности. ЭКА принимает решение в течение 2-4 недель в зависимости от страны экспортера, суммы контракта, вида товара и качества заемщика. Далее, обычно, поставщик сам предоставляет отсрочку по контракту поставки и после отгрузки товара получает финансирование в своем (международном, иностранном) банке. Таким образом, юридически покупатель получил кредит в виде отсрочки платежа по контракту поставки и обязан оплатить товар поставщику в указанные в контракте сроки. Поставщик в свою очередь возвращает кредит банку.
Что же касается получения кредита поставщиком в банке, то, как правило, в Европе это происходит автоматически по предъявлении отгрузочных документов. В ряде стран Азии, в частности в Китае, предоставление страховки не означает автоматического получения финансирования — банки начинают еще оценивать продавца.

## Финансирование экспорта
Поддержка национальных экспортеров является неотъемлемой частью экономической политики всех развитых стран. Это объясняется значением данной функции с точки зрения повышения конкурентоспособности страны на мировых рынках, управления платежным балансом, расширения занятости, объемов производства и сбора налогов.
В развитых странах работа по поддержке экспорта в основном ведется через страховые агентства. Экспортные кредитные агентства страхуют экспортные контракты от коммерческих и политических рисков — таким образом с компании-экспортера снимаются риск несостоятельности иностранного покупателя и риск страны, где находится этот покупатель. А застраховав свои риски по контракту, экспортер получает больше возможностей для привлечения финансирования. Таким образом, финансирование и страхование экспортных контрактов — это два взаимодополняющих инструмента.
В России сформировалась смешанная система государственной поддержки экспорта; она включает в себя и субсидирование части процентных ставок (Министерство промышленности и торговли), и предоставление государственных гарантий (Министерство финансов и Росэксимбанк). Госгарантии применяются, когда отечественный экспортер обязан в силу контракта или закона предоставить своему иностранному покупателю гарантию, что продаваемая им российская продукция будет поставлена в срок и в полном объеме.
Новым инструментом государственной системы поддержки экспорта в России с конца 2011 года стало страхование экспортных кредитов от предпринимательских и политических рисков. В октябре 2011 года было создано Российское агентство по страхованию экспортных кредитов и инвестиций (ЭКСАР). Агентство является стопроцентной «дочкой» Внешэкономбанка, его уставный капитал составляет 33 млрд рублей.
ЭКСАР занимается продвижением российского экспорта оборудования и технологий, сопровождением и страховой поддержкой отечественных экспортеров на новых и рискованных иностранных рынках, созданием и внедрением современной системы финансовой поддержки экспорта, обеспеченного страховым покрытием агентства, повышением прозрачности российских экспортных операций и международных инвестиций.
Деятельность Агентства регулируется Федеральным законом от 18 июля 2011 г. № 236-ФЗ «О внесении изменений в отдельные законодательные акты Российской Федерации в целях совершенствования механизма страхования экспортных кредитов и инвестиций от предпринимательских и политических рисков» и Постановлением Правительства РФ от 22 ноября 2011 г. № 964 «О порядке осуществления деятельности по страхованию экспортных кредитов и инвестиций от предпринимательских и политических рисков».
Смысл новой структуры — принятие государством на себя кредитных и политических рисков экспортеров, которые — помимо, собственно, страхового покрытия — за счет этого получают доступ к более дешевым банковским ссудам. Покрытие, которое можно получить по договору страхования, не может превышать 90 % страховой стоимости при страховании предпринимательских рисков и 95 % — при страховании политических рисков. Страховой тариф рассчитывается исходя из финансового состояния должника, уровня риска, суммы и срока экспортного кредита, а также других факторов. По оценке Минэкономразвития, в первый год деятельности (2012-й) ЭКСАР сможет застраховать кредитов на $$1 млрд, во второй (2013-й) — до $20 млрд.
Основные продукты ЭКСАР
- Страхование экспортных кредитов
- Страхование гарантий
- Страхование кредита поставщика
- Страхование рисков по аккредитиву
- Страхование кредита покупателя
- Страхование трансграничной аренды/лизинга
- Страхование политических рисков по российским инвестициям за рубежом[3]